# Wodni Mush
I vendisk mytologi er Wodni Mush en kvinde, der ses vaske sit tøj i floden. Hun er kendt for at drukne mennesker, som vandrer alene ved flodbredden. 
Wodni Mush svarer til nøkken i skandinavisk folklore.
| Mytologi | Spire Denne artikel om mytologi er en spire som bør udbygges. Du er velkommen til at hjælpe Wikipedia ved at udvide den. |